# Abell 3266
Abell 3266 è un ammasso di galassie situato in direzione della costellazione del Reticolo alla distanza di circa 800 milioni di anni luce. Fa parte del grande superammasso Orologio-Reticolo, ed è uno dei più grandi ammassi nel cielo meridionale e della porzione a noi vicina dell'Universo.
Dati rilevati dal telescopio spaziale per i raggi X XMM-Newton hanno evidenziato la presenza di una grande massa di gas a forma di coda di cometa, del diametro di 3 milioni di anni luce e di massa equivalente a miliardi di masse solari, che si sta muovendo attraverso Abell 3266 alla velocità di oltre 750 km/sec.